# Лохново (Псковская область)
Лохново — деревня в Великолукском районе Псковской области России. Входит в состав сельского поселения «Успенская волость».
Расположена в 34 км к юго-востоку от райцентра Великие Луки и в 6 км к северо-западу от волостного центра Успенское.

## Население
Численность населения деревни по состоянию на 2000 год составляла 8 жителей, на 2010 год — 5 жителей.

## История
До 2005 года деревня входила в состав ныне упразднённой Федорковской волости.